# Zastupitelstvo města Volary
Zastupitelstvo města Volary má celkem 15 členů.

## Volební období 1994 - 1998
| Komunální volby 1994 | Volby do zastupitelstev obcí 1994 – přehled volebních okrsků ve městě Volary. Volební účast: 62,80 %. Česká strana sociálně demokratická – 4,46 %, 1 mandát; Křesťanská a demokratická unie - Československá strana lidová – 11,12 %, 2 mandáty; Liberální strana národně sociální – 3,55 %, 0 mandátů; Koalice ODS, ODA – 26,79 %, 4 mandáty; Strana zelených – 1,60 %, 0 mandátů; Komunistická strana Čech a Moravy – 32,50 %, 5 mandátů; Sdružení nezávislých kandidátů – 19,98 %, 3 mandáty; |

Volby proběhly ve dnech 18. a 19. listopadu v roce 1990, celkem bylo registrováno 2855 voličů a voleb se zúčastnilo celkem 1793 voličů (tj. 62,80 %). Odevzdáno bylo celkem 22 893 platných hlasů. Do zastupitelstva města bylo tak zvoleno celkem 15 kandidátů, z nich bylo 11 mužů a 4 ženy.

### Seznam zastupitelů
| Poř. číslo | Kandidát          | Kandidát | Věk | Navrh. strana | Polit. přísl. | Hlasy | Hlasy | Pořadí | Mandát |
| Poř. číslo | Příjmení, jméno   | Tituly   | Věk | Navrh. strana | Polit. přísl. | abs.  | v %   | Pořadí | Mandát |
| ---------- | ----------------- | -------- | --- | ------------- | ------------- | ----- | ----- | ------ | ------ |
| 3          | Mauric Petr       |          | 52  | ČSSD          | ČSSD          | 472   | 46.27 | 1      | *      |
| 1          | Tlačilová Marie   |          | 48  | KDU-ČSL       | KDU-ČSL       | 709   | 27.84 | 1      | *      |
| 2          | Sosna Jiří        |          | 46  | KDU-ČSL       | BEZPP         | 573   | 22.50 | 2      | *      |
| 5          | Ottlová Miroslava |          | 44  | ODA           | BEZPP         | 779   | 12.69 | 1      | *      |
| 3          | Šiman Jaroslav    |          | 44  | ODA           | BEZPP         | 743   | 12.11 | 2      | *      |
| 1          | Vokurka Svatopluk |          | 47  | ODA           | ODA           | 653   | 10.64 | 3      | *      |
| 6          | Šebesta Karel     |          | 43  | ODA           | ODA           | 522   | 8.50  | 4      | *      |
| 4          | Krátký František  |          | 57  | KSČM          | KSČM          | 747   | 10.03 | 1      | *      |
| 2          | Trnka Pavel       |          | 49  | KSČM          | KSČM          | 683   | 9.17  | 2      | *      |
| 3          | Petrášek Jaroslav | RSDr.    | 54  | KSČM          | KSČM          | 670   | 9.00  | 3      | *      |
| 15         | Dušák Karel       |          | 56  | KSČM          | BEZPP         | 557   | 7.48  | 4      | *      |
| 1          | Raušová Alena     | Ing.     | 46  | KSČM          | KSČM          | 466   | 6.26  | 5      | *      |
| 7          | Rubeš Jan         |          | 37  | NK            | BEZPP         | 515   | 11.25 | 1      | *      |
| 2          | Lencová Jana      |          | 37  | NK            | BEZPP         | 461   | 10.07 | 2      | *      |
| 14         | Drápela Milan     |          | 55  | NK            | BEZPP         | 454   | 9.92  | 3      | *      |

## Volební období 1998 - 2002
| Komunální volby 2006 | Volby do zastupitelstev obcí 1998 – přehled volebních okrsků ve městě Volary. Volební účast: 44,53 %. Česká strana sociálně demokratická – 13,19 %, 2 mandáty; Křesťanská a demokratická unie - Československá strana lidová – 21,09 %, 3 mandáty; Strana venkova – 0,52 %, 0 mandátů; Sdružení nezávislých kandidátů 1 – 21,88 %, 4 mandáty; Sdružení nezávislých kandidátů 2 – 15,34 %, 2 mandáty; Komunistická strana Čech a Moravy – 27,97 %, 4 mandáty; |

### Seznam zastupitelů
| Poř. číslo | Kandidát          | Kandidát | Věk | Navrh. strana | Polit. přísl. | Hlasy | Hlasy | Pořadí | Mandát |
| Poř. číslo | Příjmení, jméno   | Tituly   | Věk | Navrh. strana | Polit. přísl. | abs.  | v %   | Pořadí | Mandát |
| ---------- | ----------------- | -------- | --- | ------------- | ------------- | ----- | ----- | ------ | ------ |
| 1          | Blaško Jan        |          | 62  | ČSSD          | BEZPP         | 348   | 14.52 | 1      | *      |
| 13         | Mauric Petr       |          | 56  | ČSSD          | ČSSD          | 320   | 13.35 | 2      | *      |
| 1          | Mikšík Vilém      |          | 43  | NK            | BEZPP         | 483   | 12.15 | 1      | *      |
| 7          | Naidr Karel       |          | 41  | NK            | BEZPP         | 454   | 11.42 | 2      | *      |
| 14         | Černá Ivana       | Mgr.     | 37  | NK            | BEZPP         | 397   | 9.98  | 3      | *      |
| 9          | Švácha Jan        | Mgr.     | 35  | NK            | BEZPP         | 371   | 9.33  | 4      | *      |
| 4          | Ottlová Miroslava | PhMr.    | 48  | NK            | BEZPP         | 545   | 19.55 | 1      | *      |
| 1          | Horálek Petr      | Mgr.     | 38  | NK            | BEZPP         | 291   | 10.44 | 2      | *      |
| 5          | Šiman Jaroslav    | Mgr.     | 48  | KDU-ČSL       | BEZPP         | 452   | 11.80 | 1      | *      |
| 3          | Tlačilová Marie   |          | 52  | KDU-ČSL       | KDU-ČSL       | 421   | 10.99 | 2      | *      |
| 6          | Sosna Jiří        |          | 50  | KDU-ČSL       | BEZPP         | 399   | 10.41 | 3      | *      |
| 1          | Petrášek Jaroslav | RSDr.    | 58  | KSČM          | KSČM          | 758   | 14.92 | 1      | *      |
| 3          | Krátký František  |          | 61  | KSČM          | KSČM          | 505   | 9.94  | 2      | *      |
| 4          | Trnka Pavel       |          | 53  | KSČM          | KSČM          | 453   | 8.91  | 3      | *      |
| 13         | Cigánek Jiří      | Ing.     | 42  | KSČM          | KSČM          | 407   | 8.01  | 4      | *      |

## Volební období 2002 - 2006
| Komunální volby 2006 | Volby do zastupitelstev obcí 2006 – přehled volebních okrsků ve městě Volary. Volební účast: 44,57 %. Česká strana sociálně demokratická – 21,49 %, 3 mandáty; Křesťanská a demokratická unie - Československá strana lidová – 5,56 %, 2 mandáty; Hnutí za harmonický rozvoj obcí a měst – 23,31 %, 4 mandáty; Občanská demokratická strana – 18,67 %, 3 mandáty; SNK Evropští demokraté – 11,50 %, 2 mandáty; Komunistická strana Čech a Moravy – 19,46 %, 3 mandáty; |

### Seznam zastupitelů
| Poř. číslo | Kandidát          | Kandidát | Věk | Navrh. strana | Polit. přísl. | Hlasy | Hlasy | Pořadí | Mandát |
| Poř. číslo | Příjmení, jméno   | Tituly   | Věk | Navrh. strana | Polit. přísl. | abs.  | v %   | Pořadí | Mandát |
| ---------- | ----------------- | -------- | --- | ------------- | ------------- | ----- | ----- | ------ | ------ |
| 1          | Mrkvička Radek    | Ing.     | 31  | ČSSD          | BEZPP         | 666   | 14.99 | 1      | *      |
| 2          | Pročka Robert     | Ing.     | 41  | ČSSD          | BEZPP         | 484   | 10.89 | 2      | *      |
| 3          | Blaško Ivo        |          | 41  | ČSSD          | BEZPP         | 448   | 10.08 | 3      | *      |
| 1          | Krátký František  |          | 65  | KSČM          | KSČM          | 552   | 9.63  | 1      | *      |
| 6          | Cigánek Jiří      | Ing.     | 46  | KSČM          | KSČM          | 551   | 9.62  | 2      | *      |
| 3          | Trnka Pavel       |          | 57  | KSČM          | KSČM          | 529   | 9.23  | 3      | *      |
| 4          | Touš Ladislav     |          | 57  | KSČM          | KSČM          | 496   | 8.66  | 4      | *      |
| 2          | Naidr Karel       |          | 45  | SNK ED        | BEZPP         | 721   | 11.72 | 1      | *      |
| 3          | Ottlová Miroslava | PhMr.    | 52  | SNK ED        | BEZPP         | 617   | 10.03 | 2      | *      |
| 5          | Šiman Jaroslav    | Mgr.     | 52  | SNK ED        | BEZPP         | 579   | 9.41  | 3      | *      |
| 8          | Švácha Jan        | Mgr.     | 39  | SNK ED        | BEZPP         | 533   | 8.66  | 4      | *      |
| 4          | Horálek Petr      | Mgr.     | 42  | SNK ED        | BEZPP         | 530   | 8.62  | 5      | *      |
| 1          | Řežábek Miroslav  | Ing.     | 40  | ODS           | ODS           | 558   | 11.91 | 1      | *      |
| 11         | Pocklan Karel     |          | 43  | ODS           | BEZPP         | 470   | 10.03 | 2      | *      |
| 3          | Mistrová Jana     |          | 37  | ODS           | BEZPP         | 469   | 10.01 | 3      | *      |

## Volební období 2006 - 2010
| Komunální volby 2006 | Volby do zastupitelstev obcí 2006 – přehled volebních okrsků ve městě Volary. Volební účast: 44,57 %. Česká strana sociálně demokratická – 21,49 %, 3 mandáty; Křesťanská a demokratická unie - Československá strana lidová – 5,56 %, 2 mandáty; Hnutí za harmonický rozvoj obcí a měst – 23,31 %, 4 mandáty; Občanská demokratická strana – 18,67 %, 3 mandáty; SNK Evropští demokraté – 11,50 %, 2 mandáty; Komunistická strana Čech a Moravy – 19,46 %, 3 mandáty; |

### Seznam zastupitelů
| Kandidát   | Kandidát                 | Kandidát | Navrhující strana | Politická přísluąnost | Hlasy | Hlasy | Pořadí zvolení | Mandát |
| poř. číslo | příjmení, jméno, tituly  | věk      | Navrhující strana | Politická přísluąnost | abs.  | v %   | Pořadí zvolení | Mandát |
| ---------- | ------------------------ | -------- | ----------------- | --------------------- | ----- | ----- | -------------- | ------ |
| 2          | Kozák Roman              | 41       | HNHRM             | BEZPP                 | 484   | 11,39 | 1              | *      |
| 1          | Pospíšilová Martina      | 42       | HNHRM             | BEZPP                 | 452   | 10,64 | 2              | *      |
| 4          | Míková Dana Mgr.         | 43       | HNHRM             | BEZPP                 | 380   | 8,94  | 3              | *      |
| 5          | Trubelová Šárka          | 40       | HNHRM             | BEZPP                 | 335   | 7,88  | 4              | *      |
| 1          | Švácha Jan               | 43       | SNK ED            | BEZPP                 | 375   | 17,89 | 1              | *      |
| 3          | Šiman Jaroslav           | 56       | SNK ED            | BEZPP                 | 284   | 13,54 | 2              | *      |
| 1          | Mrkvička Radek Ing.      | 35       | ČSSD              | BEZPP                 | 558   | 14,24 | 1              | *      |
| 2          | Pročka Robert Ing.       | 45       | ČSSD              | BEZPP                 | 439   | 11,21 | 2              | *      |
| 3          | Mazurová Jaroslava       | 45       | ČSSD              | BEZPP                 | 328   | 8,37  | 3              | *      |
| 1          | Cigánek Jiří Ing.        | 50       | KSČM              | KSČM                  | 412   | 11,61 | 1              | *      |
| 2          | Krátký Frantiąek         | 69       | KSČM              | KSČM                  | 359   | 10,12 | 2              | *      |
| 5          | Trnka Pavel              | 61       | KSČM              | KSČM                  | 358   | 10,09 | 3              | *      |
| 2          | Řeľábek Miroslav Ing.    | 44       | ODS               | ODS                   | 386   | 11,34 | 1              | *      |
| 1          | Zámečník Jan             | 26       | ODS               | ODS                   | 326   | 9,57  | 2              | *      |
| 4          | Neumanová Michaela MUDr. | 37       | ODS               | ODS                   | 319   | 9,37  | 3              | *      |

## Volební období 2010 - 2014
| Komunální volby 2006 | Volby do zastupitelstev obcí 2006 – přehled volebních okrsků ve městě Volary. Volební účast: 44,57 %. Česká strana sociálně demokratická – 21,49 %, 3 mandáty; Křesťanská a demokratická unie - Československá strana lidová – 5,56 %, 2 mandáty; Hnutí za harmonický rozvoj obcí a měst – 23,31 %, 4 mandáty; Občanská demokratická strana – 18,67 %, 3 mandáty; SNK Evropští demokraté – 11,50 %, 2 mandáty; Komunistická strana Čech a Moravy – 19,46 %, 3 mandáty; |

### Seznam zastupitelů
| Kandidát   | Kandidát                | Kandidát | Navrhující strana | Politická příslušnost | Hlasy | Hlasy | Pořadí zvolení | Mandát |
| poř. číslo | příjmení, jméno, tituly | věk      | Navrhující strana | Politická příslušnost | abs.  | v %   | Pořadí zvolení | Mandát |
| ---------- | ----------------------- | -------- | ----------------- | --------------------- | ----- | ----- | -------------- | ------ |
| 1          | Pročka Robert Ing.      | 49       | ČSSD              | ČSSD                  | 420   | 10,71 | 1              | *      |
| 3          | Míková Dana Mgr.        | 47       | ČSSD              | BEZPP                 | 402   | 10,25 | 2              | *      |
| 2          | Rolčík Ivo DiS.         | 32       | ČSSD              | BEZPP                 | 385   | 9,81  | 3              | *      |
| 4          | Horálek Petr Mgr.       | 50       | ODS               | BEZPP                 | 297   | 12,98 | 1              | *      |
| 1          | Pospíšilová Martina     | 46       | HNHRM             | BEZPP                 | 722   | 10,18 | 1              | *      |
| 4          | Pavlík Vít Mgr.         | 34       | HNHRM             | BEZPP                 | 610   | 8,60  | 2              | *      |
| 2          | Kozák Roman             | 45       | HNHRM             | BEZPP                 | 601   | 8,48  | 3              | *      |
| 3          | Trubelová ©árka         | 44       | HNHRM             | BEZPP                 | 571   | 8,05  | 4              | *      |
| 5          | Čmerda Petr             | 42       | HNHRM             | BEZPP                 | 448   | 6,32  | 5              | *      |
| 6          | Janda Martin Ing.       | 45       | HNHRM             | BEZPP                 | 460   | 6,49  | 6              | *      |
| 9          | Čutka Vladimír          | 48       | ML                | BEZPP                 | 266   | 9,84  | 1              | *      |
| 2          | Mikšík Vilém            | 55       | ML                | BEZPP                 | 260   | 9,61  | 2              | *      |
| 4          | Krátký František        | 73       | KSČM              | KSČM                  | 395   | 9,64  | 1              | *      |
| 5          | Cigánek Jiří Ing.       | 54       | KSČM              | KSČM                  | 395   | 9,64  | 2              | *      |
| 9          | Trnka Pavel             | 65       | KSČM              | KSČM                  | 386   | 9,42  | 3              | *      |